# Cornelius Kweku Ganyo
Cornelius Kweku Ganyo (* 26. August 1937 in Adafienu; † 20. Februar 2003; auch: Nana C.K. bzw. Uncle C.K. Ganyo) war ein ghanaischer Perkussionist und Tänzer.

## Leben
Cornelius Kweku Ganyo kam 1937 als Sohn eines Richters aus dem Volk der Ewe zur Welt. Er studierte seit 1957 fast 20 Jahre lang den traditionellen Tanz und die Musik von ethnischen Gruppen in Ghana wie den Aschanti, Dagomba und Ga. Von 1966 bis 1983 leitete er die Arts Council National Dance Company, mit der er weltweit auftrat.
1983 übersiedelte Ganyo in die USA, wo er Aufnahmen mit Babatunde Olatunji und Charlie Parker einspielte. Auf Einladung seines früheren Lehrers Kobla Ladzekpo ließ er sich in Kalifornien nieder und unterrichtete an der University of California in Los Angeles sowie am California Institute of the Arts in Valencia.
1987 gründete Ganyo in Phoenix (Arizona) die Tanz- und Musikgruppe Adzido. Von 1990 bis 2002 unterrichtete er westafrikanischen Tanz und Musik an der Arizona State University.
| Personendaten    | Personendaten                                    |
| ---------------- | ------------------------------------------------ |
| NAME             | Ganyo, Cornelius Kweku                           |
| ALTERNATIVNAMEN  | Ganyo, C.K.; Ganyo, Baba C.K.; Ganyo, Uncle C.K. |
| KURZBESCHREIBUNG | ghanaischer Perkussionist und Tänzer             |
| GEBURTSDATUM     | 26. August 1937                                  |
| GEBURTSORT       | Adafienu                                         |
| STERBEDATUM      | 20. Februar 2003                                 |